# Zona metropolitana de Villahermosa

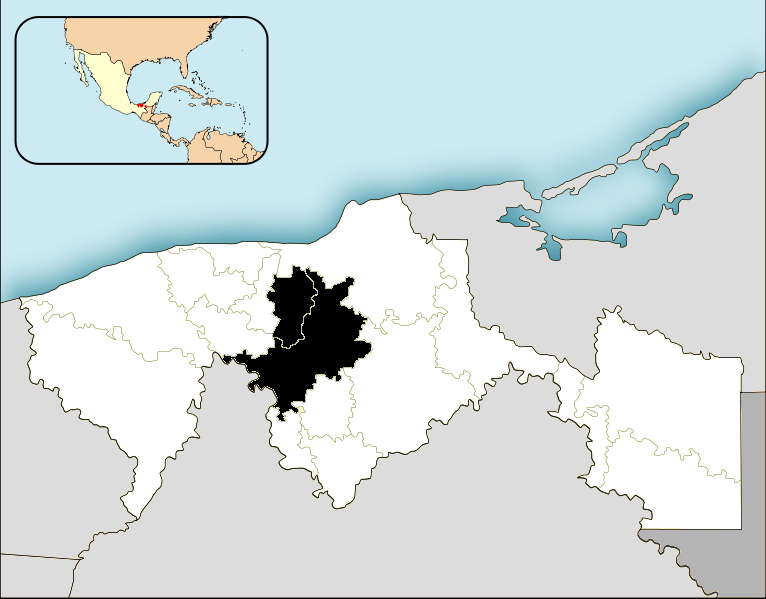
Localización de la zona metropolitana de Villahermosa que abarca los municipios de Centro y Nacajuca.

La zona metropolitana de Villahermosa es la región urbana resultante de la fusión del municipio de Centro (en el cual se localiza la ciudad de Villahermosa) con el municipio de Nacajuca con el que comparte una conurbación constante la cual suele denominarse Ciudad de Villahermosa, localizada en el estado de Tabasco, México. Esta zona metropolitana es la vigésima segunda más poblada de México, y la segunda más poblada del sureste del país, después de la zona metropolitana de Mérida, según el Instituto Nacional de Estadística y Geografía (INEGI) en 2005.

## Delimitación
La Zona Metropolitana de Villahermosa, según datos del INEGI en 2005, se localiza en la parte central del estado mexicano de Tabasco y está conformada oficialmente por 2 municipios, dichos municipios son: Centro (en el cual se localiza la ciudad de Villahermosa) y el municipio de Nacajuca.

## Población y extensión territorial
La población total de la zona metropolitana sumó 644,629 habitantes en el 2005 y para el 2010 contó con de 755,425 habitantes, distribuidos en los dos municipios pertenecientes a la zona, la ciudad más poblada de la zona es Villahermosa en el municipio de Centro con una población cercana a los 600,000 habitantes en contraste Estanzuela con poco más de 2 mil habitantes, es el centro urbano menos poblado de los dos municipios.
| N.º | Municipio | Pob. (hab) | Sup. (km²) | hab/km |
| --- | --------- | ---------- | ---------- | ------ |
| 1   | Centro    | 640,359    | 1,612.11   | 397,2  |
| 2   | Nacajuca  | 115,066    | 488.37     | 235.6  |
| -   | Total ZMV | 755,425    | 2,100.48   | 359.94 |

### Reservas territoriales
Dentro del programa de reservas territoriales para el desarrollo urbano de la zona metropolitana de Villahermosa, se tienen un total de 19,642 hectáreas disponibles, repartidas en los siguientes polos de desarrollo:
| N.º | Población                 | Municipio | Sup. (ha) |
| --- | ------------------------- | --------- | --------- |
| 1   | Ocuiltzapotlán-Macultepec | Centro    | 7,896     |
| 2   | Dos Montes                | Centro    | 6,284     |
| 3   | Playas del Rosario        | Centro    | 5,462     |
| -   | Total ZMV                 |           | 19,642    |

## Localidades
La Zona Metropolitana de Villahermosa cuenta con 48 localidades según el INEGI, de todas ellas la localidad más poblada es la ciudad de Villahermosa con poco más 558,524 habitantes.
Las localidades más importantes que integran la zona metropolitana, por cada municipio, son:

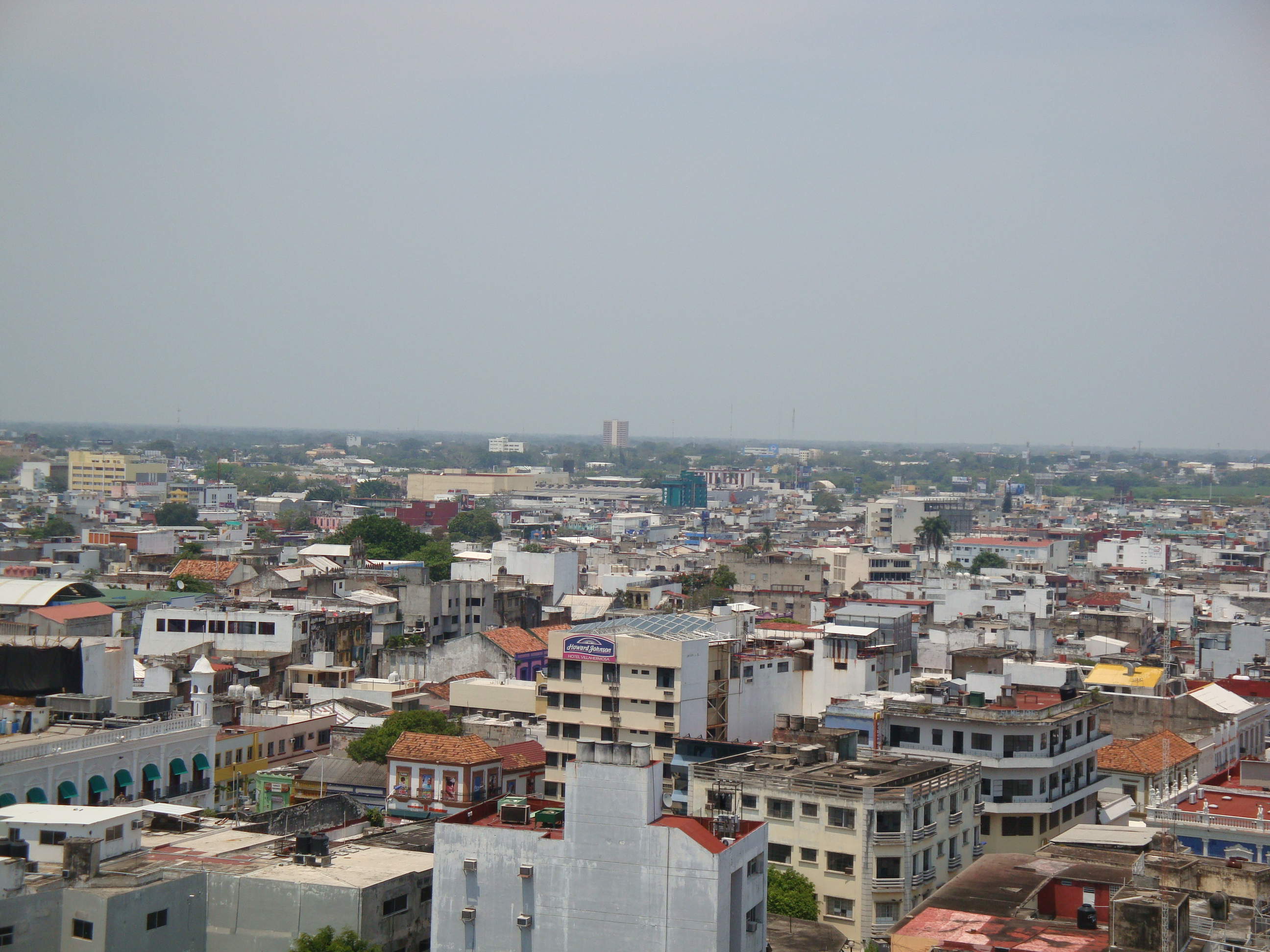
Panorámica de la zona norte de la ciudad de Villahermosa.

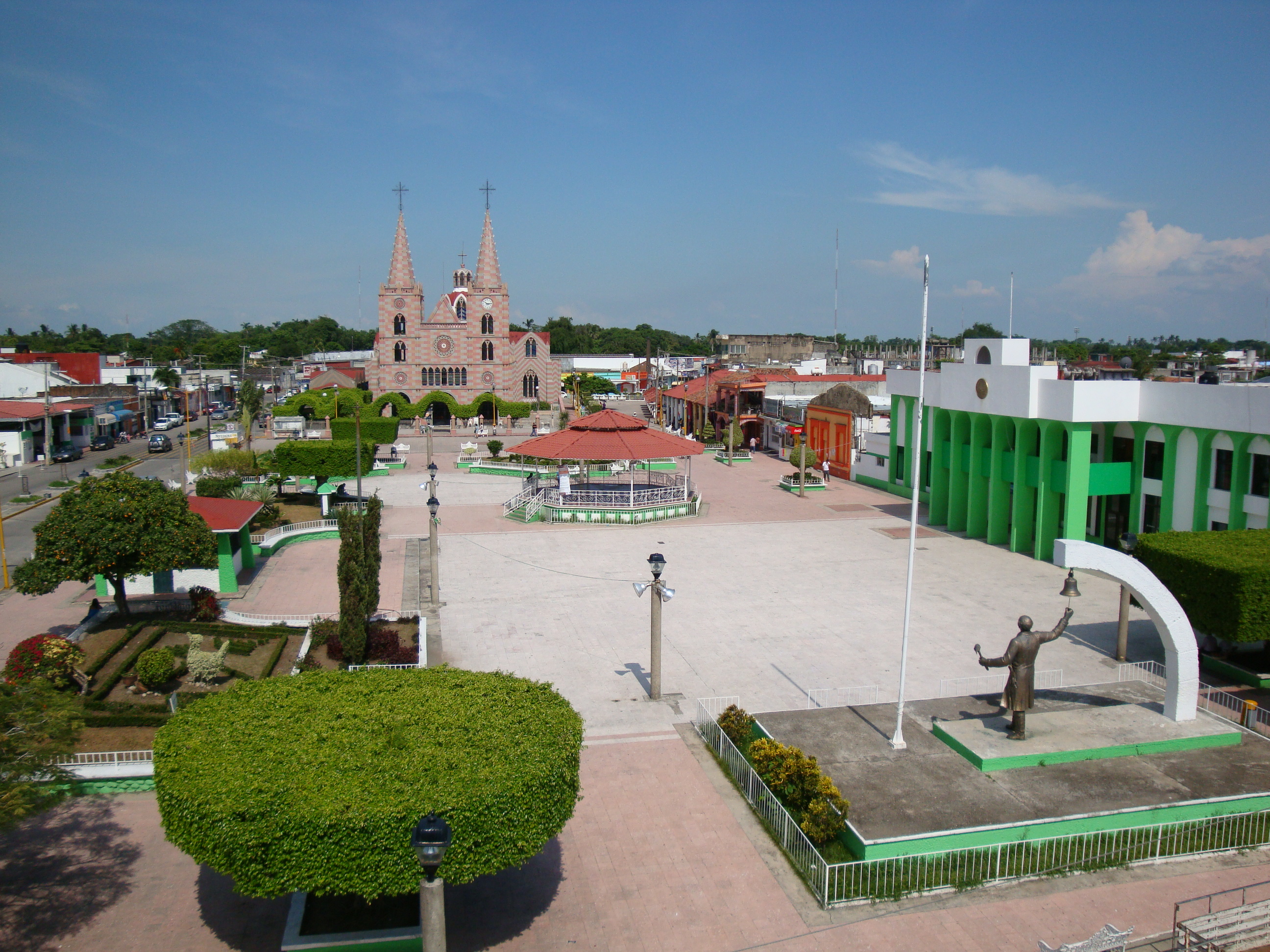
Nacajuca

| Municipio de Centro - Villahermosa - Villa Ocuiltzapotlán - Villa Macultepec - Villa Parrilla - Villa Luis Gil Pérez - Villa Pueblo Nuevo - Tamulte de Las Sabanas - Dos Montes - Villa Playas del Rosario - Estanzuela - Los Boquerones - Ixtacomitán - Medellín y Pigua - Río Viejo - Anacleto Canabal - Loma de Caballo - Campo Carrizo - Tumbuluschal - Medellín y Madero | Municipio de Nacajuca - Nacajuca - Saloya - Bosques de Saloya - Pomoca - La Selva - El Cedro - Lomitas - Samarkanda - El Tigre - Guatacalca - Ranchería Libertad |

| Centro de Población    | Municipio | Habitantes |
| ---------------------- | --------- | ---------- |
| Villahermosa           | Centro    | 340,060    |
| Villa Parrilla         | Centro    | 20,850     |
| Ocuiltzapotlán         | Centro    | 17,972     |
| Playas del Rosario     | Centro    | 22,934     |
| Nacajuca               | Nacajuca  | 11,289     |
| Pomoca                 | Nacajuca  | 31,592     |
| Río Viejo              | Centro    | 10,753     |
| Tamulté de las Sabanas | Centro    | 6,522      |
| Bosques de Saloya      | Nacajuca  | 9,160      |
| Medellín y Madero      | Centro    | 7,825      |
| Macultepec             | Centro    | 11,848     |
| Luis Gil Pérez         | Centro    | 6,073      |
| Ixtacomitán            | Centro    | 12,495     |

## Administración y servicios públicos

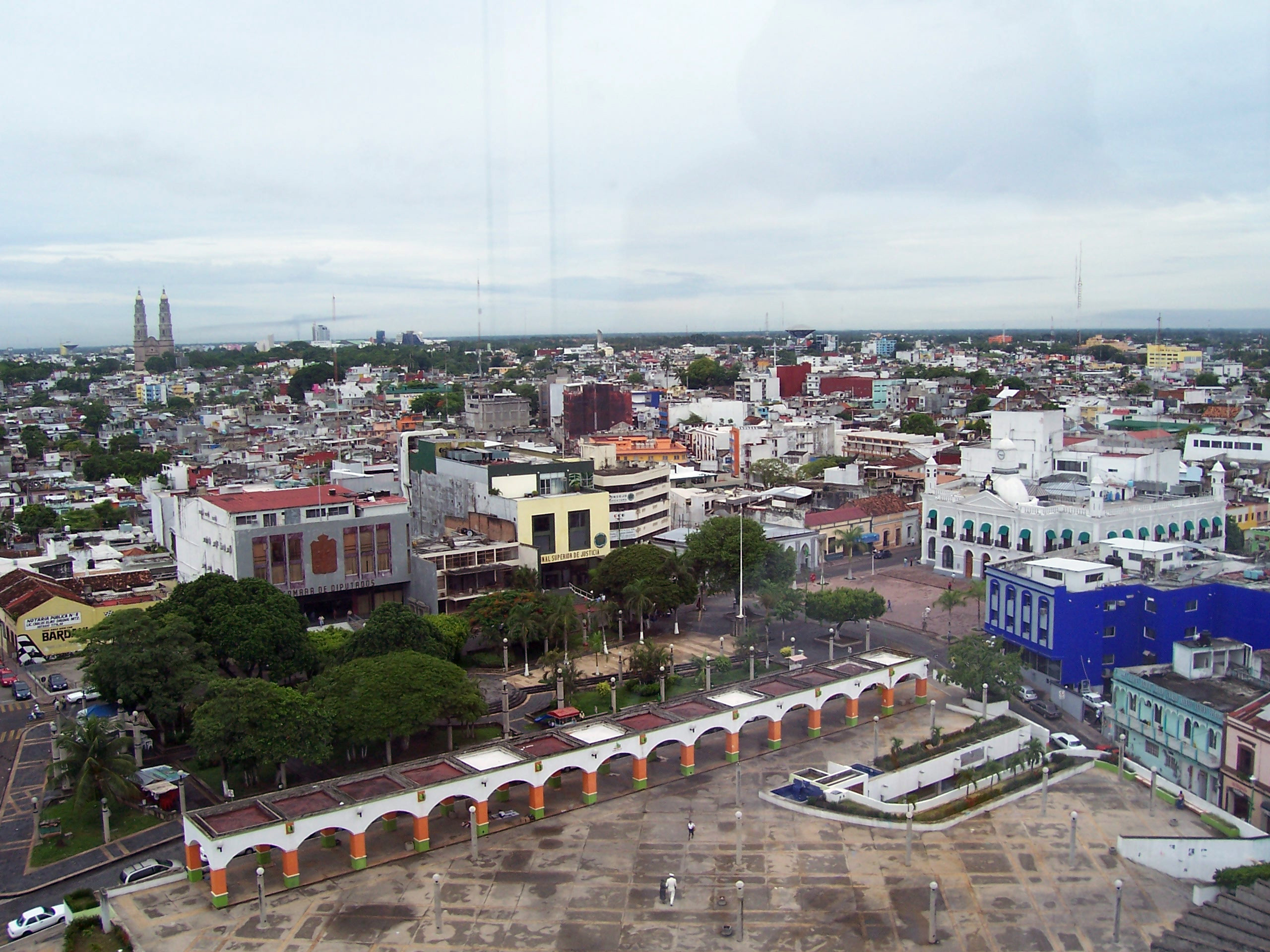
Panorámica de Villahermosa

La administración y prestación de los diversos servicios municipales en las poblaciones ubicadas en la Zona Metropolitana de Villahermosa son prestados por sus respectivos municipios. Sin embargo, el Gobierno del Estado de Tabasco, creó la Comisión de la Zona Conurbada Villahermosa-Nacajuca, la cual tiene como objetivo, coordinar los servicios municipales prestados por los dos municipios conurbados, así como también implementar estrategias que mejoren dichos servicios.

## Estrategias de desarrollo
Debido al acelerado crecimiento poblacional en la ciudad de Villahermosa y a que la ciudad ya no cuenta con espacios suficientes para albergar más zonas habitacionales, el Gobierno del Estado, desde hace algunos años inició un programa para la creación de ciudades "satélites" que ofrecieran espacios para zonas habitacionales, comerciales, de servicios y áreas recreativas.
De esta forma, diversas poblaciones como: Ocuiltzapotlán, Macultepec, Parrilla, Playas del Rosario y Bosques de Saloya entre otras, han experimentado un rápido desarrollo urbanístico, con la construcción de decenas de nuevos fraccionamientos y unidades habitacionales, con miles de casas, lo que ha propiciado que incrementen considerablemente su población así como la demanda de servicios públicos. De hecho, el municipio de Nacajuca, es el municipio que más ha incrementado su población en todo el estado. Tan solo el nuevo fraccionamiento Pomoca, ubicado en ese municipio, cuenta con una población de 10,864 habitantes.
Este modelo de desarrollo, ha contribuido a mejorar la oferta de casas en la zona metropolitana de Villahermosa, ayudando a en cierta medida a aliviar la problemática de la falta de terrenos para vivienda existente en la ciudad de Villahermosa, agrabado después de que en 2009 el gobierno estatal se dio a la tarea de reubicar a familias que vivían en colonias y fraccionamientos asentadas en las zonas bajas de la ciudad y que sufrían de inundaciones recurrentes.
A raíz de esto, se han creado nuevos "corredores urbanos" en los que se localizan diversas colonias y fraccionamientos, como: los corredores urbanos Villahermosa - Ocuiltzapotlán - Macultepec (al norte de la ciudad), y Villahermosa - Parrilla - Playas del Rosario (al sur de la ciudad).
Éste crecimiento de la zona urbana, ha provocado la creación de la "zona conurbada Villahermosa - Nacajuca, en la que existen importantes centros de población como: Bosques de Saloya con más de 8,600 habitantes y Pomoca con 10,864 habitantes, así como innumerables fraccionamitos tanto residenciales como de interés social.

## Transporte

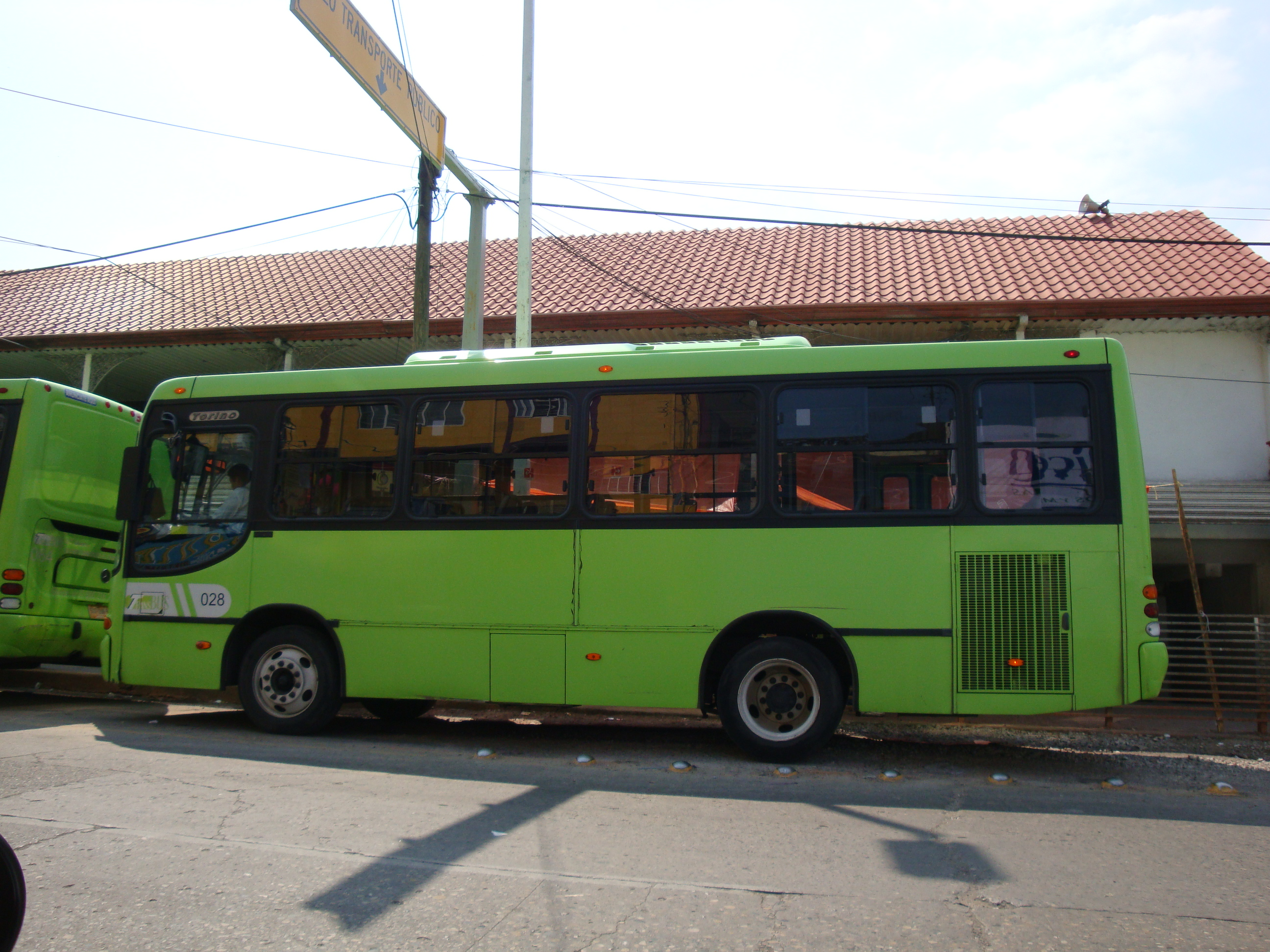
Autobús de transporte urbano denominado "TRANSBUS", unidad con aire acondicionado que funciona en Villahermosa.

Con la finalidad de mejorar la comunicación entre la ciudad de Villahermosa y las diversas comunidadades "satélites", en el año 2009 se creó el TransMetropolitano un sistema de transporte urbano con autobuses "Boxer Mercedes Benz" y unidades "Sprinter" equipadas con aire acondicionado, choferes debidamente capacitados, velocidad y frecuencia controlada, así como paraderos nuevos. 

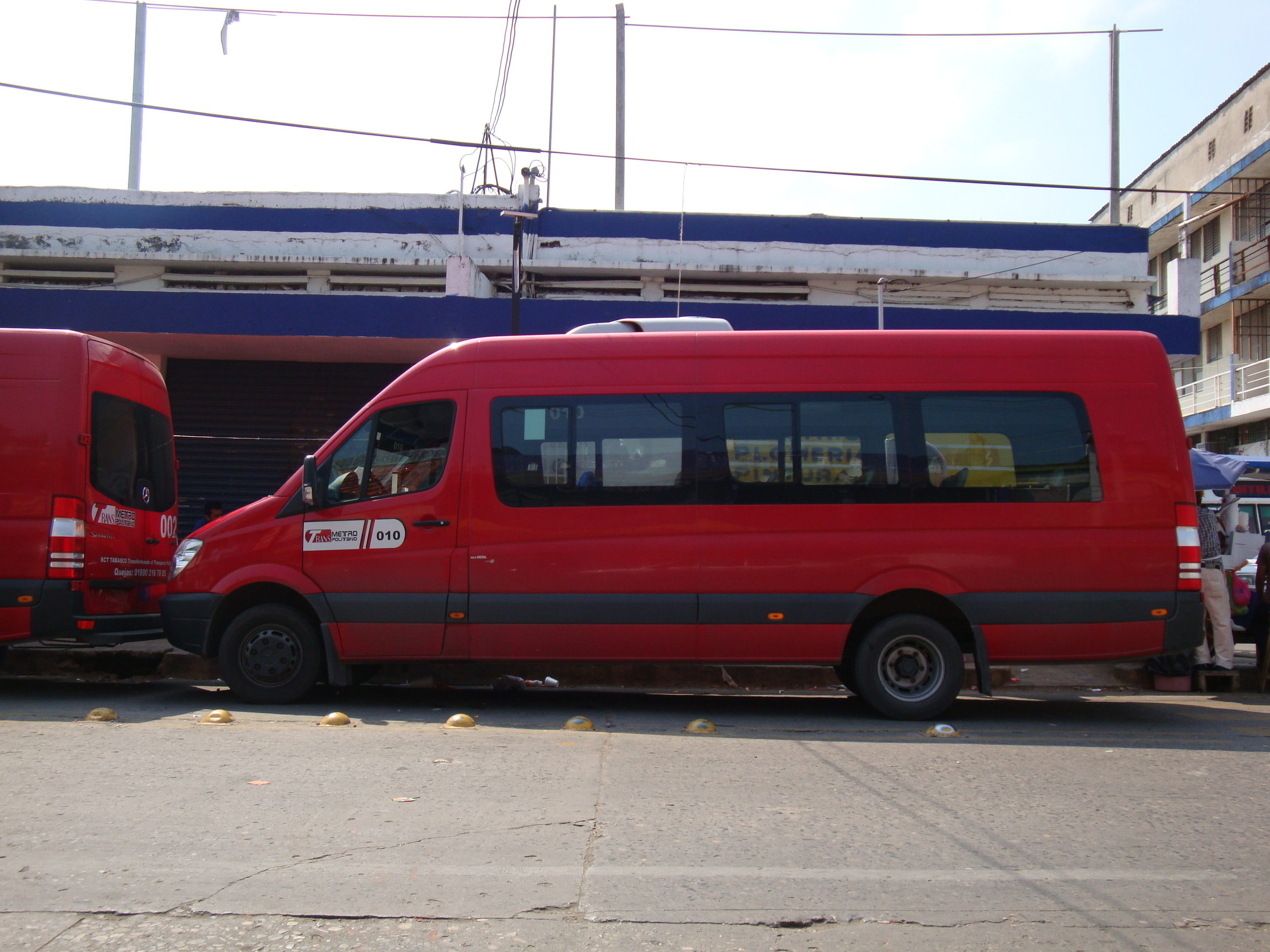
Unidad de transporte urbano denominada "TRANSMETROPOLITANO", equipada con aire acondicionado, que cubre la zona metropolitana de Villahermosa.

En el 2009 se inauguró este servicio con la ruta Villahermosa-Pomoca, y se pretente extender el servicio a las rutas Villahermosa-Villa Parrilla-Playas del Rosario (18 km al sur de la ciudad), Villahermosa-Ocuiltzapotlán-Macultepec (18 km al norte de la ciudad) y Villahermosa-Buenavista-Luis Gil Pérez (23 km al oeste de la ciudad)
El 8 de noviembre del 2012 inició la operación de la nueva ruta del servicio Transmetropolitano en el corredor: Villahermosa-Parrilla-Playas del Rosario-Ciudad Bicentenario, contando con 122 unidades climatizadas que cubrirán 10 rutas.
El sistema de transporte urbano de la ciudad llamado Transbús ya da servicio a la población conurbada de Ixtacomitan (Ruta M-1) y Anacleto Canabal (Ruta M-8).
En 2018 se encuentra en su etapa más crítica en su servicio, dejando de funcionar decenas de autobuses (transbus) y con fallas en los restantes.